# The American Language

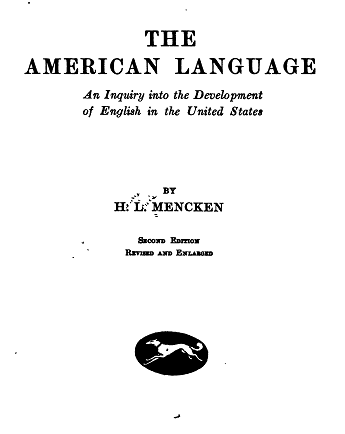
Primera página de la edición de 1921, de The American Language.

The American Language, (o en español "El lenguaje estadounidense")  es un libro escrito por H. L. Mencken que se publicó en 1919, su tema es el idioma inglés tal como se habla en Estados Unidos.
Mencken se inspiró en "el argot de los dependientes de color" de Washington, como también en Mark Twain, uno de sus autores favoritos y en su experiencia propia en las calles de Baltimore,(Maryland). En 1902, Mencken ya hacia mención a las "extrañas palabras que se utilizan para conformar 'Estados Unidos.'" El libro fue precedido por varios artículos en The Evening Sun. Eventualmente Mencken se preguntaba "Porqué es que nadie intenta escribir una gramática del idioma de Estados Unidos... o sea, el inglés, tal como es hablado por la gran mayoría de la gente común de esta tierra?" Da la impresión de que respondió a su pregunta.
Siguiendo la tradición de Noah Webster, quien escribió el primer diccionario de inglés estadounidense, Mencken deseaba defender los "americanismos" de una continua retahilia de críticos ingleses, que por lo general aislaban los americanismos como perversiones bárbaras marginales de la lengua madre. Mencken cargó contra la gramática prescriptiva de estos críticos y "profesores" del inglés de Estados Unidos, argumentando en forma similar a Samuel Johnson en el prefacio a su diccionario, que el lenguaje evoluciona en forma independiente de los libros de texto. 
A lo largo de sus 374 páginas el libro discute los orígenes de las variaciones "estadounidenses" del "inglés", la diseminación de dichas variaciones, los nombres estadounidenses y jerga. Según Mencken, el inglés de Estados Unidos era más colorido, vívido, y creativo que su contraparte británica.
El libro se vendió excepcionalmente bien según la apreciación de Mencken, en los dos primeros meses se vendieron 1400 ejemplares. Las críticas al libro fueron muy favorables, a excepción de una de Stuart Sherman un antiguo enemigo de Mencken. 

Muchas de las fuentes y material bibliográfico relacionado  con el libro se encuentran en la colección Mencken en la Enoch Pratt Free Library en Baltimore, Maryland.